# 梅岭街道 (扬州市)
梅岭街道是江苏省扬州市邗江区的一个街道，原邗江县古镇之一，2008年5月18日到2011年11月期间归维扬区，街道位于扬州西北郊，距市中心8千米，属丘陵地带，东与槐泗镇相邻，南与西湖街道接壤，西与杨庙镇、仪征市刘集镇毗邻，北与杨寿镇相连。